# 高天梅 (1911年)
高天梅（1911年—），曾用名叶英，女，广东海丰人，中华人民共和国政治人物，曾任广西壮族自治区政协副主席。